# Don't Tread on Me (canção)
"Don't Tread on Me" é uma canção da banda estadunidense de heavy metal Metallica, single do álbum Metallica, lançado nos Estados Unidos através da Elektra Records em 14 de novembro de 1991.
Leva a Bandeira de Gadsden na capa. Alcançou o número 21 na lista da Billboard.